# Claudio Pistolesi
Claudio Pistolesi (Roma, 25 agosto 1967) è un ex tennista e allenatore di tennis italiano.
È stato uno specialista della terra rossa, superficie sulla quale ha conquistato un titolo ATP nell'unica finale disputata in carriera. Raggiunse il miglior ranking ATP il 17 agosto 1987, alla posizione numero 71 e fu il primo giocatore italiano per due settimane.
Nei tornei del Grande Slam ha ottenuto come miglior risultato il terzo turno nell'edizione 1989 del Roland Garros.

## Carriera

### Giocatore
Il 12 gennaio 1987, nel suo debutto assoluto agli Australian Open, superò Michael Robertson, diventando l'unico tennista italiano dell'era Open, e il quinto della storia dopo Giorgio De Stefani, Fausto Gardini, Nicola Pietrangeli e Sergio Tacchini, ad avere vinto almeno un incontro nelle edizioni del torneo disputate su erba. Al secondo turno fu sconfitto in quattro set dal finalista Pat Cash.
Nell'aprile del 1987 prese parte al torneo di Bari eliminando all'esordio la testa di serie n. 2 Aaron Krickstein in tre set, e negli ottavi di finale Claudio Panatta in due. Nei quarti ebbe la meglio su Franco Davin e in semifinale la spuntò in tre partite sullo svedese Ulf Stenlund. In finale superò Francesco Cancellotti con il punteggio di 6-7, 7-5, 6-3, diventando il decimo giocatore italiano a essersi aggiudicato un trofeo del circuito maggiore nell'era Open, a tutt'oggi il più giovane ad avere realizzato l'impresa sulla terra rossa (19 anni, 7 mesi e 18 giorni).
Il 17 agosto 1987 raggiunse la posizione n. 71 nel ranking ATP, la sua migliore in carriera.
Nel torneo di Montecarlo del 1988, proveniente dalle qualificazioni, raggiunse i quarti di finale. Al primo turno superò Peter Lundgren in due set e nei sedicesimi di finale la testa di serie n. 15 Aaron Krickstein, entrambi in due set. Negli ottavi eliminò in tre set (2-6, 7-6, 6-2) il n° 2 del mondo Mats Wilander, alle prese con una forma influenzale, prima di arrendersi a Martín Jaite (6-2, 6-0).
Il 16 maggio 1988, grazie alla posizione numero 82 nel ranking ATP, diventò il nuovo numero uno italiano, leadership che detenne per due settimane.
Nel 1989 ottenne il suo risultato migliore nelle prove del Grande Slam, raggiungendo i sedicesimi di finale al Roland Garros, grazie ai successi, entrambi in tre set, sulla wild card Guillermo Vilas, al suo ultimo incontro a Parigi, e sul qualificato David Wheaton. A estrometterlo dalla manifestazione fu Ronald Agenor, in quattro set.
Nel 1990, a Salerno, conquistò il titolo di singolare agli Assoluti, sconfiggendo al primo turno Davide Sanguinetti, in semifinale Francesco Cancellotti, e in finale Massimo Boscatto, per 6-2, 6-4, 6-3.

### Allenatore
La sua carriera da allenatore di tennis è cominciata nel 1995 quando è diventato coach di Monica Seles che, sotto la sua guida, ha conquistato un titolo agli Australian Open ed è salita al primo posto del ranking WTA.
Dopo avere allenato Davide Sanguinetti, dal 2005 al 2009 ha seguito Simone Bolelli. Dalla fine del 2010 al maggio dell'anno successivo ha allenato Robin Söderling, che sotto la sua guida ha conquistato tre tornei.
A fine 2011, dopo aver seguito per un breve periodo Marius Copil, viene scelto da Daniela Hantuchová con cui collaborerà per la prima parte della stagione successiva fino agli Australian Open. Attualmente presiede la società da lui fondata, la Claudio Pistolesi Enterprise, di cui è CEO e gestisce, a Jacksonville, dove risiede, il JTCC Florida (Junior Tennis Champions Center), insieme all’ex Top 10 e storico Director dell’ATP, Brian Gottfried. Pistolesi è stato eletto tre volte, nel 2010, nel 2012 e nel 2014, rappresentante dei coach ATP in seno al Players Council dell’ATP.

## Statistiche

### Singolare

#### Vittorie (1)
| Numero | Data           | Torneo                                | Superficie  | Avversario in finale  | Punteggio     |
| 1.     | 12 aprile 1987 | Hypo Group Tennis International, Bari | Terra rossa | Francesco Cancellotti | 6-7, 7-5, 6-3 |

## Opere
- Claudio Pistolesi, C'era una volta il (mio) tennis, Roma, Gremese Editore, 2023, ISBN 9788866921813.